# Антохешти (Бакау)
Антохешти (рум. Antohești) насеље је у Румунији у округу Бакау у општини Извору Берхечулуј. Oпштина се налази на надморској висини од 240 m.

## Становништво
Према подацима из 2002. године у насељу је живело 265 становника, од којих су сви румунске националности.